# Finnicisation des noms de famille

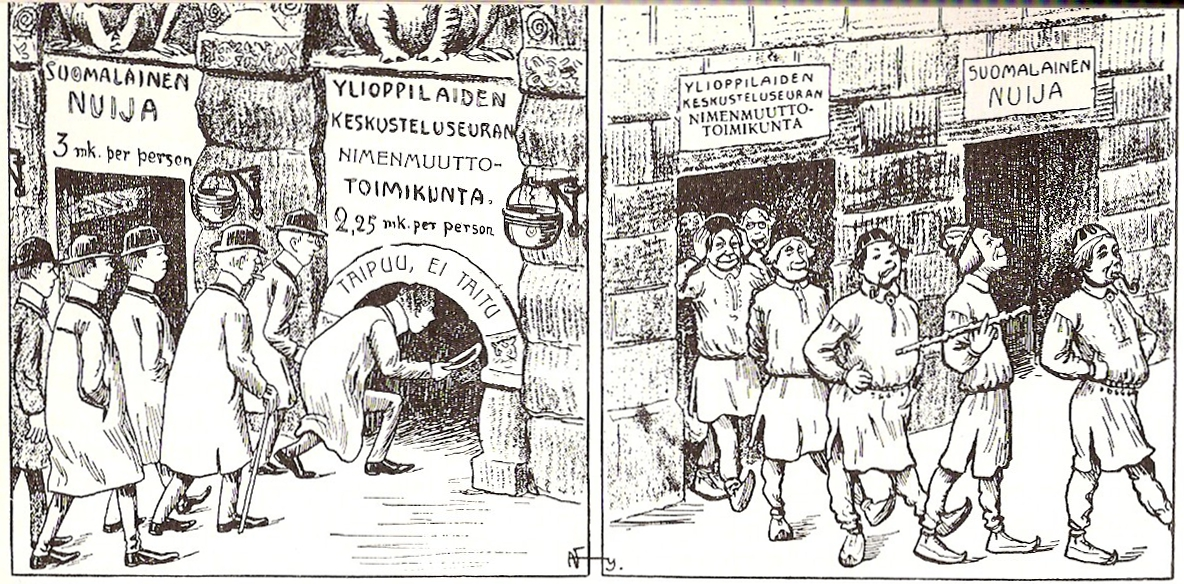
Dessin humoristique de Alex Federley, dans lequel on ridiculise l'enthousiasme de la société civilisée à finniciser son nom.

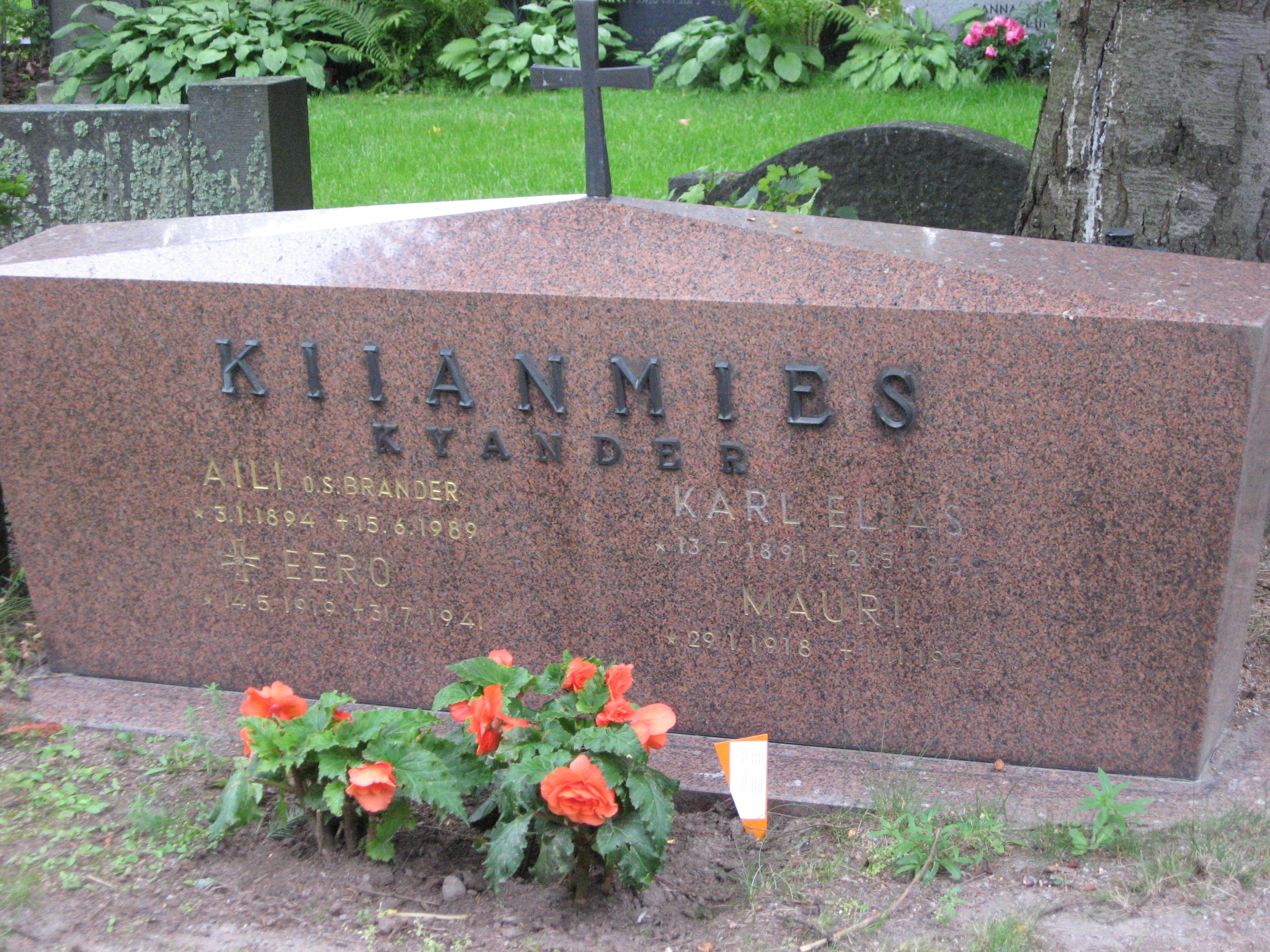
Tombe à Tampere montrant le nom suédois '‘Kyander’' et sa forme finnicisée ‘'Kiianmies’'.

La finnicisation des noms de famille (finnois : nimien suomalaistaminen) désigne un mouvement, dans l'esprit du nationalisme romantique, où les noms de famille non finnois, la plupart suédophones sont remplacés par des noms de famille en finnois. Certains finnicisent aussi leur prénom.

## Présentation
Les fennomanes pensent qu'il est important que les Finlandais aient un nom de famille finnois.
Au début du XXe siècle, la finnicisation de noms de famille étrangers a constitué un mouvement public épisodique.
Surtout « lors des grands changements de nom » de 1906 et 1935, des dizaines de milliers de personnes ont pris un nom de famille finnois.
Dans ces cas, les noms utilisés étaient souvent des traductions en finnois de noms de famille suédois.
En 1906, à l'occasion de l'anniversaire de la naissance de Johan Vilhelm Snellman, l'écrivain Johannes Linnankoski invite les Finlandais à finniciser leurs noms d'origine étrangère,.
Dans le supplément du Journal Officiel  daté du 12 mai 1906, près de 24 800 personnes ont déclaré un nom finnois.
L'Association pour la culture et l'identité finnoise est fondée le même jour.
En 1906 et 1907, environ 70 000 Finlandais ont finnicisé leur nom de famille.